# Lonicera implexa var. implexa
Lonicera implexa subsp. implexa é uma variedade de planta com flor pertencente à família Caprifoliaceae. 
A autoridade científica da variedade é Aiton, tendo sido publicada em Hort. Kew. 1: 231 (1789).

## Portugal
Trata-se de uma variedade presente no território português, nomeadamente em Portugal Continental.
Em termos de naturalidade é nativa da região atrás indicada.

## Protecção
Não se encontra protegida por legislação portuguesa ou da Comunidade Europeia.